# Angelo Albonico
Angelo Albonico (Torino, 10 giugno 1912 – 31 gennaio 1943) è stato un rugbista a 15 italiano, di ruolo seconda linea o pilone.
Lega la sua carriera al GUF Torino, con cui esordisce nel 1933 e di cui indossa la maglia sino alla interruzione bellica.
Raccoglie 10 presenze in nazionale, esordendo il 26 dicembre 1934 contro la Romania. Disputa anche la finale del Torneo FIRA 1937, persa contro la Francia.
Inserito nel 52º Reggimento artiglieria "Torino", raggiunge i gradi di capitano durante la Campagna di Russia dalla quale non farà ritorno, morendo il 31 gennaio 1943. Viene anche insignito della medaglia di bronzo al valore militare per le gesta compiute sul fronte orientale